# Distretto di Colasay
Il distretto di Colasay è uno dei dodici distretti  della provincia di Jaén, in Perù. Si trova nella regione di Cajamarca e si estende su una superficie di 735,73 chilometri quadrati.

Ha per capitale la città di Colasay e contava 12.088 abitanti al censimento 2005.